# Yuan Shikai
Yuan Shikai (desuden: Juan-shi-kai, Yuan Shi-kai), (16. september 1859 i præfekturet i Zhoukou i Henan – 6. juni 1916 i Beijing) var en kinesisk præsident.

## Tidlige karriere
Yuan tilhørte en gammel kinesisk embedsæt og gennemgik den sædvanlige eksamensuddannelse i gammeldags kinesisk ånd. 1882 deltog Yuan i en militær ekspedition mod Korea, blev et par år efter konsul og 1885 ministerresident i Seoul, hvor han ved sin energiske optræden medvirkede til udbruddet af krigen med Japan 1894—95. Som følge af det dårlige udfald af krigen faldt han i unåde og forvistes til Turkestan, men kom dog snart atter i gunst hos enkekejserinde Cixi, fik en dommerstilling i Zhili og sendtes snart efter til Tientsin for at uddanne kinesiske tropper efter europæisk mønster. I september 1898 forrådte han kejser Kuang-Hsu's og reformatoren Kang-ju-wei's planer om at styrte enkekejserinden og belønnedes efter Cixi's statskup med posten som generalguvernør i Shandong (februar 1900—november 1901). Han uddannede her sit eget hærkorps, og ved sin hårdhændede behandling af bokseroprørerne bidrog han væsentligt til at redde provinsen fra hærgninger og myrderier på europæerne. Efter Li-Hung-Tsjang's død var Yuan Kinas stærkeste og mest indflydelsesrige personlighed og udnævntes november 1901 til den mægtige stilling som vicekonge i provinsen Zhili, og vandt her den største indflydelse på Cixi og centralregeringen.

## Reformatoren
Uddannet i Li's skole og hjulpet frem af den gamle statsmand, indså han klart ad hvilken vej, der fremtidig burde styres. Det blev da også ham, »den stærke mand«, der stod som den ledende i det følgende tiårs rastløse reformvirksomhed. Som vicekonge i Zhili, en af landets vigtigste provinser, var Yuan i nær forbindelse både med europæerne og centralregeringen i Beijing. Med stor kraft og indsigt genoptog han nu reformpolitikken, der blandt andet skulle danne overgangen til et parlamentarisk styre. Jernbane-, vej- og telegrafanlæg fremmedes, og på enhver måde søgte han at lære sine landsmænd, at Europas teknik nødvendigvis måtte tilegnes, inden man kunne vove for alvor at sætte Europa stolen for døren. Tianjin fik elektrisk belysning, vandledning og et moderne politi. Omfattende hygiejneregler blev gennemført. Først og fremmest forstod han også at skabe sig en hær, den første europæisk uddannede og uniformerede, Kina nogen sinde havde set, ved hjælp af først tyske, siden japanske instruktører, og allerede 1905 kunne han lade afholde store efterårsmanøvrer.
1902 blev han handelsminister med ansvar for handel, bjergværksdrift, jernbaner og telegrafanlæg i hele riget, 1908 medlem af det store råd (Junjichu) og præsident i udenrigsministeriet (Waiwubu). I november fik han gennemtrumfet et dekret om opiumforbud. Han virkede desuden for indførelsen af fælles møntfod, for et fælles måle- og vægtsystem for Kina, desuden eksamensvæsenets afløsning med mere tidssvarende fremgangsmåder ved rekrutteringen af embedsmænd.

## Statsmanden
Nøje knyttet til Yuans virksomhed i Zhili foregik også Peking-regeringens fremskridtsarbejde. Både enkekejserinden og prins Tsjing, den mægtigste og kraftigste af manchuprinserne, fulgte i vid udstrækning Yuans planer. Efter enkekejserindens død oktober 1908 kom de reaktionære manchuprinser på ny til magten, idet Puyi, en 2-årig søn af Kuang-Hsu's broder, »soneprinsen«, Tsjun, udråbtes til kejser med regeringsnavnet Hsuantung (1908—12), og den udpegede regent, prins Tsjun, overtog statens styre. En af dennes første regeringshandlinger var at hævne broderen, kejser Kuang-Hsu's nederlag i 1898; allerede i januar 1909 fik Yuan afsked fra sit embede »på grund af svagelighed«, men hans hoved sad dog for fast, til at man turde tage det. Den almindelige mening både blandt europæerne og kineserne selv var, at alle reformer nu ville ophøre. Dette blev også tilfældet, men da revolutionen som følge af reformernes standsning udbrød to år efter, tyede manchuregeringen atter til Yuan; 14. oktober 1911 udnævntes han til vicekonge i Hupé og Huan, men først da han fik uindskrænket fuldmagt som øverste troppechef og af rigsudvalget var valgt til førsteminister (8. november 1911), kom han til Beijing med sin livgarde og tog håndfast styret som Kinas mægtigste mand. Yuan dannede et nyt ministerium med Tang-sjao-ji som førsteminister, indledede forhandlinger med oprørerne og tvang prins Tsjun til at aflægge ed på den nye forfatning. 10. december nedlagde prins Tsjun sit embede, og 29. december sluttede Yuan en overenskomst med den af Sun Yat-sen dannede revolutionsregering i Nanking, gående ud på, at den provisoriske nationalforsamling skulle afgøre forfatningsspørgsmålet. Forsamlingen bestemte sig for republik og valgte 15. februar 1912 Yuan til præsident, efter at enkekejserinde Lung-ju 12. februar havde udstedt manchudynastiets abdikationsedikt. Yuan tog oprørsgeneralen Li-juan-hung til vicepræsident, aflagde 10. marts ed på forfatningen og åbnede 29. april den nationale rådgivende forsamling i Peking.
Med kraftig hånd stræbte Yuan at bringe ordnede forhold til veje, i stadig kamp med den truende finansnød og Sydkinas revolutionære, rigssplittende tendenser samt Tibets og Mongoliets uafhængighedslysten januar 1913 foregik valgene til Kinas første parlament, hvis åbning fandt sted april samme år, samtidig med at endelig aftale opnåedes om et stort lån hos 5 af stormagterne. Sydkinas revolutionsparti Kuomintang rejste nu den såkaldte »anden revolution«, men denne kuedes i løbet af et par måneder. Den 6. oktober 1913 valgtes Yuan til præsident for tidsrummet 1913—1918 (Li-juan-hung blev vicepræsident); republikken anerkendtes derpå officielt af alle fremmede magters gesandter i Peking, og Yuans herredømme syntes fæstnet trods Japans stadige forsøg på at vække uro og splitte Kina i syd og nord. Yuan var ubestridt Kinas »stærke mand«, ikke alene en kraftig selvherskernatur, men også en målbevidst statsmand, et fremragende administrationstalent, en smidig diplomat og menneskekender.
Efter alt at dømme kunne Yuan uden vanskelighed have nået sit mål, grundlæggelsen af et nyt dynasti, hvis ikke verdenskrigens uro havde hindret ham. I april 1914 gennemførte han en ny forfatning, der gav ham al administrativ myndighed. Ved vekselvis anvendelse af magt og guld samlede han hele riget og bragte modstanderne til tavshed. Skulle spørgsmålet om Kinas fremtidige styre løses i den gamle, klassiske filosofis ånd, burde Yuan være blevet kejser. Et samfund Tsjou-an-hui stiftedes august 1915 for at virke for monarkiet, og fra alle egne af riget kom eller fremkaldtes udtalelser i samme retning. Efter en vis ceremoniel modstand gav Yuan efter og lod monarkiets genindførelse proklamere 12. december 1915. kejserkroningen fastsattes til 9. februar 1916. Men Yuan regnede ikke tilstrækkeligt med Japans modstand mod et stærkt, samlet Kina ledet af en kraftig og dygtig hersker. Allerede i oktober 1915 advarede Japan ham mod de farer for indre uro, regeringsændringen kunde medføre, og lammede af krigen med Tyskland måtte England og Rusland nødtvungne gå med til denne brutale og skæbnesvangre indgriben i Kinas indre udvikling. I december 1915 udbrød med japansk støtte oprør i Yunnan, og 22. januar 1916 erklæredes monarkiets genoprettelse udsat på ubestemt tid. Yuan havde nu »tabt ansigt« og gjort sin stilling umulig. I april måtte han overdrage al administrativ myndighed til ministeriet, der lovede at genindføre parlamentarisk styre. Kuomintang erklærede vicepræsidenten Li-juan-hung for præsident og oprettede en særregering i Guangzhou. Kina var atter som så ofte før delt i nord og syd. Yuan blev kort efter syg og døde, efter nogles sigende forgivet. Han efterfulgtes af Li-juan-hung som præsident, men denne besad ikke hans herskerevner, og Kina blev derefter borgerkrigenes forjættede land.